# 豊島銀行
豊島銀行（とよしまぎんこう）は、愛知県一宮に設立された、明治期の私立銀行。
1893年（明治26年） - 一宮の富商であった現在の豊島 (繊維商社)の当主豊島半七 (三代目)によって資本金10万円で設立された個人銀行。行主は豊島半七 (三代目)。1907年（明治40年） - 名古屋銀行（東海銀行の前身の一つ）に営業譲渡し歴史の幕を閉じた。

## 営業譲渡時の店舗等
- 本店

愛知県中島郡一宮町大字一宮579番
- 支店（なし）

## 沿革
- 1893年（明治26年）4月1日：設立（『銀行総覧』では7月8日設立）
- 1906年（明治39年）12月27日：廃業
- 1907年（明治40年）1月4日：名古屋銀行に営業譲渡